# Wilhelm Werhahn (Unternehmer, 1880)
Peter Wilhelm Werhahn (* 1. Februar 1880 in Neuss; † 25. September 1964) war ein Bankier und Unternehmer.

## Person und Familie
Wilhelm Werhahn war der älteste Sohn von Peter Werhahn und der Enkel von Peter Wilhelm Werhahn, dessen Vermögen und Stellung im Familienunternehmen oHG Wilh. Werhahn er erbte, aus der die heutige Wilh. Werhahn KG entstand. Zur Unterscheidung von seinem Großvater wird sein zweiter Vorname üblicherweise als Rufname geführt. Diese rheinische Unternehmerfamilie, die aufgrund ihres frommen Katholizismus in Neuss und Umgebung als „heilige Familie“ bezeichnet wurde, hatte bereits im 19. Jahrhundert ein beträchtliches Vermögen erworben und es zu Beginn des 20. Jahrhunderts erheblich vermehrt. Obwohl sich die Liste der beherrschten Unternehmen anfangs wie ein Sammelsurium von Klein- und Mittelunternehmen liest, erkennt man aus der Historie, dass dem Aufbau des Familienkonzerns eine Strategie zugrunde lag. Im Mittelpunkt des Familienvermögens stand und steht das Privatbankhaus Wilh. Werhahn an der Neusser Königsstraße, dessen Aktivitäten sich auf Familienmitglieder und -unternehmen konzentrieren. Das Bankhaus Werhahn KG änderte zum 1. Januar 2011 seine rechtsform und firmiert seitdem als Bankhaus Werhahn GmbH.
1907 heiratete Wilhelm Werhahn die aus Düsseldorf-Heerdt stammende und mit dem Neusser Patriziat eng verbundene Adelgundis Cremer, eine Tochter des Düsseldorfer Historienmalers Franz Cremer. Ihrer Familie gehörten die seit 1811 bestehenden Peter Cremer Standard Waschmittel- und Seifenwerke mitsamt einer Ladenkette in Düsseldorf. Adelgundis starb früh, so dass der siebenunddreißigjährige Wilhelm Werhahn 1917 die damals gerade volljährige, elf Jahre jüngere Schwester Magdalena Cremer heiratete. Zehn Jahre nach der Heirat schied die Familie Cremer aus dem Gesellschafterkreis völlig aus und die oHG Wilh. Werhahn übernahm den Seifenhersteller, ohne dass die Gründe bekannt wurden.
In die Amtszeit von Wilhelm Werhahn fällt auch die Beteiligung der Bankiersfamilie an der Commerzbank. Diese war so erheblich, dass Wilhelm Werhahn Aufsichtsratsvorsitzender des Kreditinstituts war. Sein gleichnamiger Enkel Wilhelm Werhahn vertrat später die Interessen der Neusser Familie ebenfalls im Aufsichtsrat. Mit der WKV Warenkredit-Anstalt in Köln nahm die Bankiersfamilie in der Zeit des Wirtschaftswunders auch an der Finanzierung von Teilzahlungskrediten teil, bis sie dieses Geschäft an die Bank für Gemeinwirtschaft abstieß. Später beteiligte sie sich an der Kölner AKB Privat- und Handelsbank AG, Deutschlands größter markenunabhängiger Automobilleasingbank, bis sie diese Beteiligung 2002 an die spanische Banco Santander Central Hispano (BSCH) für 1,1 Milliarden Euro verkaufte.
Wilhelm Werhahn brachte es auf 23 Aufsichtsratsmandate und wurde u. a. als „ungekrönter König von Neuß“ bezeichnet. Er war von 1945 bis 1962 Präsident der Industrie- und Handelskammer und mit der Kölner Privatbankierfamilie Sal. Oppenheim ebenso befreundet, wie mit deren „Statthalter“ während des Dritten Reichs, Robert Pferdmenges, einem engen Freund Konrad Adenauers, dessen Tochter Libet mit Wilhelms Sohn Hermann Josef Werhahn verheiratet war. Die angeheiratete Nichte des Altkanzlers, Gabriele Vell, Witwe von Hans Adenauer, war wiederum eine geborene Werhahn. Der Kölner Kardinal-Erzbischof Joseph Frings, mit Konrad Adenauer befreundet, war über die Verwandtschaft zur Großmutter ein Vetter Wilhelm Werhahns. Der Bruder des Kardinals, Alfons Frings, war Neusser Oberbürgermeister. Der Prälat und Kölner Domherr Franz Werhahn war ein Onkel von Wilhelm Werhahn.